# Abbeyfeale
Abbeyfeale (in irlandese: Mainistir na Féile che significa "abbazia del Feale") è una storica città mercantile nella contea di Limerick, in Irlanda; è situata sulle rive del fiume Feale ai piedi della catena montuosa Mullaghareirk e sulla strada nazionale N21 Limerick-Tralee.

## Monumenti

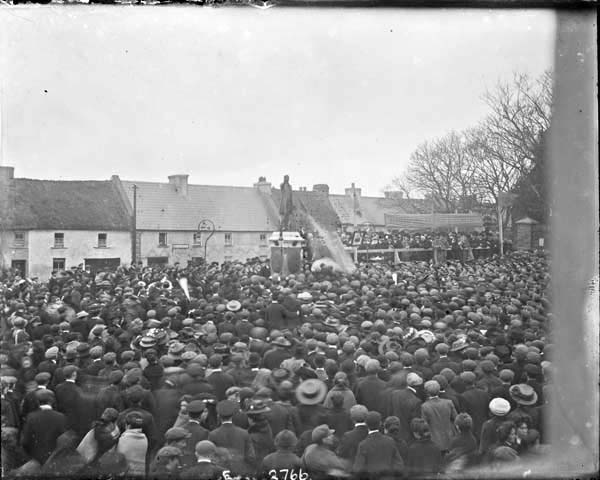
Inaugurazione del monumento a padre William Casey (1910).

Il monumento più importante, situato nella piazza principale, è la statua di padre William Casey, parroco dal 1883 al 1907, che ha aiutato i coloni combattere contro i loro proprietari; a lui è intitolata la squadra locale di calcio gaelico (Fr. Caseys GAA Club).
Una volta esisteva un'abbazia al centro della città ma è completamente scomparsa e gli unici resti identificabili sono quelli utilizzati nella costruzione della chiesa cattolica nel 1847 posta in Chapel street, l'attuale Church street.
Il Purt Castle si trova a circa 2,5 km a nord-ovest della città, sul fiume Feale.

## Eventi
Nel week-end del Bank Holiday di maggio la città ospita il Fleadh by the Feale, festival di musica tradizionale. L'International Bone Playing Competition è il momento clou del festival e si tiene il lunedì sera sul palcoscenico all'aperto nella piazza del paese.

## Infrastrutture e trasporti
La stazione ferroviaria di Abbeyfeale è rimasta in funzione dal 1880 al 1975.

La Great Southern Trail è una greenway che segue il percorso della linea ferroviaria dismessa Limerick-Tralee tra Abbeyfeale e Rathkeale.